# SBTRKT
SBTRKT (prononcé Subtract) est un projet de musique électronique mené par Aaron Jerome,. Musicien britannique originaire de Londres, il a remixé des chansons d'artistes comme M.I.A., Radiohead, Modeselektor, Basement Jaxx, Mark Ronson, Underworld, et a enregistré plusieurs singles et EPs, ainsi que deux albums. Sa musique a déjà été entendue dans de grandes radios britanniques comme BBC Radio 1 ou BBC Radio 6 Music.
SBTRKT a aussi fait plusieurs concerts avec Sampha, un ami et collaborateur fréquent d'Aaron Jerome.  En 2011 par exemple, SBTRKT jouait de la batterie acoustique et électronique tandis que Sampha jouait du synthétiseur et chantait.

Aaron Jerome utilise ce projet pour renforcer son anonymat, laissant passer sa musique avant sa personne. Il disait ainsi  : 
« Je préférerais ne pas parler de moi en tant qu'individu, et laisser la musique parler par elle-même. Le nom SBTRKT revient à m'écarter de tout ce processus. Je ne suis pas une personne sociale, alors parler à des DJs pour essayer de leur faire jouer un de mes morceaux n'est pas quelque chose que je fais. Je préfère leur donner un enregistrement anonymement et voir s'ils aiment ou pas. S'ils le jouent alors ils le jouent. »
Pour aller plus loin dans son anonymat, il porte également un masque, s'inspirant de ceux utilisés par les Indiens d'Amérique lors de cérémonies. Ils sont confectionnés par la société A Hidden Place,.

## Discographie

### Albums studios
- SBTRKT (27 juin 2011)
- Wonder Where We Land (7 octobre 2014)
- Save Yourself (25 mars 2016)
- The Rat Road (5 mai 2023)

### EPs
- 2009 : Musik Lace
- 2010 : 2020 (Brainmath Records)
- 2010 : Step in Shadows
- 2014 : Transitions I
- 2014 : Transitions II
- 2014 : Transitions III

### Autre
- 2009: "LAIKA" (Brainmath Records)
- 2013: Live (avec Sampha)
- 2013: IMO (dans la compilation 2013 du label Young Turks)

### Singles
- "Break Off/Evening Glow" (avec Sampha) (2010) - Ramp Recordings
- "Midnight Marauder" (avec Sinden) (2010) - Grizzly
- "Soundboy Shift" (2010)
- "Nervous" (avec Jessie Ware) (2010) - Numbers
- "Living Like I Do" (avec Sampha) (2011, 12" Ltd)
- "Ready Set Loop / Twice Bitten" (2011, 12" Ltd, Gre) - SBTRKT
- "Wildfire" (avec Yukimi Nagano de Little Dragon et Drake) (2011, 12" Ltd)
- "Pharaohs" (avec Roses Gabor) (2011)
- "Hold On" (avec Sampha)  (2012, 12" Ltd)
- "Temporary View" (avec Sampha) (2014)
- "New Dorp. New York." (avec Ezra Koenig) (2014)
- "I Feel Your Pain" (avec D.R.A.M. et Mabel) (2016)